# 가시마정 (이시카와현)
가시마정(鹿島町)은 이시카와현 노토지방에 위치했던 정이다. 가시마군에 속해 있었다.

## 지리
노토 반도의 중간쯤에 위치하였다

## 역사
- 1955년 1월 1일 - 고시지정, 미오야촌, 다키오촌, 구에촌이 합병해 가시마정이 성립하였다.
- 2005년 3월 1일 - 도리야정, 로쿠세이정과 합병해 나가노토정이 되었다.

## 교통

### 철도
- 서일본 여객철도 나나오 선

### 도로
- 국도 159호선